# Pilatia foliorum
Pilatia foliorum är en svampart som beskrevs av Velen. 1934. Pilatia foliorum ingår i släktet Pilatia och familjen Hyaloscyphaceae.   Inga underarter finns listade i Catalogue of Life.